# ベカス散弾銃
ベカス（ロシア語: Бекас、Bekas）は、ロシアのヴャツキエ＝ポリャンスキー機械工場（モロト社）にて設計されたポンプアクション式散弾銃である。製品名Бекасはタシギを意味する。

## 概要
当初は16ゲージ散弾銃として開発されており、1997年に最初のモデルであるベカス16（Бекас-16）が発表された。その後、装填口や安全装置などの改良が進められ、1999年には12ゲージモデルであるベカス12（Бекас-12）が発表されている。
ベカス散弾銃はオーソドックスなポンプアクション式散弾銃であり、モジュール化された設計が1つの特徴となっている。銃床、銃身などは所有者の希望に応じて様々なものに交換できる。例えば短銃身とピストルグリップを取り付けて自衛用火器として利用したり、長銃身と固定式銃床を取り付けて猟銃として利用することが可能である。動作が保証される耐用温度は−30℃から+50℃の範囲とされている。

## 設計
ベカスは交換可能な滑腔銃身を備えるポンプアクション式散弾銃である。機関部はアルミニウム合金製で、標準モデルの銃床等は木製である。ボタン型の安全装置はトリガーガード下部に設けられている。給弾は銃身下部に設けられた固定式チューブ型弾倉から手動で行われる。標準的な装弾数は6発である。

## オプション
オリジナルのベカスのほかに改良型のベカスMがあり、またそれぞれにいくつかのオプションが用意されている。以下のような組み合わせのパッケージが販売されている。
| バージョン | 交換用銃身の有無 | 銃身長         | 固定式銃床の有無 | ピストルグリップの有無 |
| ---------- | ---------------- | -------------- | ---------------- | ---------------------- |
| 00         |                  | 680 mm         | +                |                        |
| 01         |                  | 535 mm         | +                |                        |
| 02         |                  | 720 mm         | +                |                        |
| 03         |                  | 750 mm         | +                |                        |
| 04         |                  | 535 mm         |                  | +                      |
| 05         | +                | 680 mm, 535 mm | +                | +                      |
| 06         | +                | 720 mm, 535 mm | +                | +                      |
| 07         | +                | 750 mm, 535 mm | +                | +                      |
| 08         | +                | 750 mm, 680 mm | +                | +                      |

そのほか、ベカスMの設計をベースとする半自動式散弾銃としてHPE-201 ベカス・オート（ВПО-201 «Бекас Авто»）が発表されている。

## ロシアでの扱い
民生用の散弾銃として流通しており、1992年8月14日から2006年3月1日までの期間においては民間警備会社等での使用も認められていた。